# Bran Barr
Pour les articles homonymes, voir Barr.
Bran Barr est un groupe de folk metal français, originaire de Paris, en Île-de-France. Sa musique est un mélange de metal extrême, notamment de black metal et d'influences celtiques, notamment au travers l'utilisation de mélodies et instruments traditionnels comme la cornemuse, et la tin whistle.
Les textes s'inspirent de légendes celtiques. Bran Barr est un nom gaulois formé de Bran (corbeau), et de Barr (montagne ou obstacle). Bran Barr signifie le « corbeau psychopompe », qui permet le passage des âmes dans l'autre monde (le Tir Na Nog, l'Annwvyn ou le Sidh…).

## Biographie
Bran Barr est formé en 1994 à Paris, par Aed Morban (batterie), en compagnie de Yoltar (chant et claviers) et Morrigan (guitare). Brennus (guitare) et Fir'Doirtche (basse) se joignirent au groupe en 1996. Quand Morrigan quitte le groupe, Fir'Doirtche prend la deuxième guitare.  Le groupe se met à composer intensivement. En 1998 Taliesin (basse) et Amorgen (flûte et bombarde) ont complété la formation. L'ajout d'instruments traditionnels celtiques, en remplacement des claviers, permit de développer le côté folk de Bran Barr, un objectif important du groupe depuis sa formation.
Le groupe publie son premier album studio intitulé Les chroniques de Naerg, en 2000. Nesh Keltorn rejoint la formation à la place de Brennus, et au départ de Taliesin en 2001, Hades intègre le groupe en tant que bassiste. Kraban vient compléter le groupe en 2003 en tant que deuxième flûtiste. En 2005, Fir'Doirtche quitte le groupe et est remplacé à la guitare par Llyr. La même année, le groupe entre en studio pour l'enregistrement de son deuxième album studio.
Le groupe sort son deuxième album Sidh en février 2010. Ahès rejoint alors le groupe en tant que violoniste, alors que Kraban quitte lui l'aventure. Après plusieurs années, Yoltar et Nesh Keltorn quittent à leur tour le groupe, qui récupèrent Mylgaon Vibuc'h (Heol Telwen) à la basse et Fir'Doirtche (Temple of Baal) à la guitare. Hades, quant à lui, prend la place de chanteur et de flûtiste. Le groupe revient en 2013. 
En juillet 2015, le groupe participe au Ragnard Rock Festival avec Evohé, Wardruna et Arkona à Simandre-sur-Suran. En 2016, le premier album du groupe, Les chroniques de Naerg, est publié au format digital.

## Membres

### Membres actuels
- Hades - chant, flûte irlandaise, dulzaina (depuis 2001)[4]
- Llyr - guitare (2005-2011, depuis 2013)[4]

### Anciens membres
- Aed Morban - batterie (1995-2014)[4]
- Yoltar - chant (1995-2011)[4]
- Brennus - guitare (1996-2000)[4]
- Taliesin - basse (1998-2001)[4]
- Amorgen - flûte irlandaise (1998-2005)[4]
- Erwan - cornemuses (2000)[4]
- Vincent - bombarde (2000)[4]
- Nesh Keltorn - guitare (2000-2011)[4]
- Kraban - flûte irlandaise, bombardes (2003-2008)[4]
- Ahès - violon (2008 - 2018)[4]
- Mylgaon Vibuc'h - basse (2013 - 2019)[4]
- Dubthach Doel Tenga - batterie (2015- 2018)[4]
- Fir'Doirtche - guitare (1996-2005,2013 - 2016), chant (1996-2005)[4]

## Discographie
- 2000 : Les chroniques de Naerg
- 2010 : Sidh (ed : Trollzorn)